# A∞-오퍼라드
오퍼라드 이론에서 A∞-오퍼라드(영어: A∞-operad)는 호모토피를 무시한다면 결합 법칙이 성립하는 대수들을 나타내는 오퍼라드이다.

## 정의
위상 공간 위에 작용하는 오퍼라드 {\displaystyle A}에 대하여, 만약 {\displaystyle A(n)}이 (이산 공간의 위상을 준) 대칭군 {\displaystyle \operatorname {Sym} (n)}과 호모토피 동치이며, 또한 {\displaystyle A(n)} 위의 대칭군 {\displaystyle \operatorname {Sym} (n)}의 작용이 군 위의 스스로의 작용과 같다면, {\displaystyle A}를 A∞-오퍼라드라고 한다.

## A∞-대수
A∞-오퍼라드를 벡터 공간의 모노이드 범주 위에 표현하면, A∞-대수를 얻는다. A∞-대수 {\displaystyle A}는 다음과 같이 정수 등급을 갖는 벡터 공간이며,
{\displaystyle A=\bigoplus _{p\in \mathbb {Z} }A^{p}}
다음과 같은 무한한 수의 연산들을 갖는다. 모든 {\displaystyle n\geq 1}에 대하여, {\displaystyle n}항 {\displaystyle n}겹선형 연산
{\displaystyle m_{n}\colon A^{\oplus n}\to A}
{\displaystyle \deg m_{n}=2-n}
이 존재한다.
이들은 다음과 같은 무한한 수의 항등식들을 만족시킨다. 모든 {\displaystyle n\geq 1}에 대하여 다음이 성립한다.
{\displaystyle \sum _{r+s+t=n}(-1)^{r+st}m_{r+1+t}(a_{1},\dots ,a_{r},m_{s}(b_{1},\dots ,b_{s}),c_{1},\dots ,c_{t})=0\qquad \forall a_{i},b_{i},c_{i}\in A}
처음 몇 개의 항등식은 다음과 같다. 여기서 {\displaystyle m_{1}=\delta }, {\displaystyle m_{2}=\cdot }으로 쓰자.
- (공경계의 멱영성) {\displaystyle \delta ^{2}=0}
- (곱 규칙) {\displaystyle \delta (ab)=(\delta a)b+a(\delta b)}
- (호모토피 결합 법칙) {\displaystyle a(bc)-(ab)c=\delta m_{3}(a,b,c)+m_{3}(\delta a,b,c)+m_{3}(a,\delta b,c)+m_{3}(a,b,\delta c)}
- {\displaystyle m_{3}(ab,c,d)-m_{3}(a,bc,d)+m_{3}(a,b,cd)-m_{3}(a,b,c)d-am_{3}(b,c,d)=-\delta m_{4}(a,b,c,d)+m_{4}(\delta a,b,c,d)+m_{4}(a,\delta b,c,d)+m_{4}(a,b,\delta c,d)+m_{4}(a,b,c,\delta d)}
- {\displaystyle \vdots }

따라서, {\displaystyle (A,\delta )}는 공사슬 복합체를 이룬다.
두 A∞-대수 {\displaystyle A}, {\displaystyle B} 사이의 사상은 다음과 같은 데이터로 주어진다.
- 각 {\displaystyle n\geq 1}에 대하여, 차수 {\displaystyle 1-n}인 겹선형 사상 {\displaystyle f_{n}\colon A^{\otimes n}\to B}

이는 다음 조건을 만족시켜야 한다. 모든 {\displaystyle n\geq 1}에 대하여,
{\displaystyle \sum _{r+s+t=n}(-1)^{r+st}f_{r+1+t}(a_{1},\dots ,a_{r},m_{s}(a_{r+1},\dots ,a_{r+s}),a_{r+s+1},\dots ,a_{n})=\sum _{k=1}^{n}\sum _{i_{1}+\cdots +i_{k}=n}(-1)^{\sum _{\ell =1}^{k}(k-\ell )(i_{\ell }-1)}m_{r}(f_{i_{1}}(a_{1},\dots ,a_{i_{1}},f_{2}(\dots ),\dots ,f_{i_{k}}(\dots ,a_{n}))}
구체적으로, 처음 몇 {\displaystyle n}에 대하여 이 조건은 다음과 같다.
{\displaystyle f_{1}\circ \delta =\delta \circ f_{1}}
{\displaystyle f_{1}(a\cdot b)=f_{1}(a)\cdot f_{1}(b)+\delta f_{2}(a,b)+f_{2}(\delta a,b)+f_{2}(a,\delta b)}
{\displaystyle \vdots }
A∞-대수 {\displaystyle A}의 코호몰로지 {\displaystyle H^{\bullet }(A)}를 취하자. 그렇다면, {\displaystyle H^{\bullet }(A)} 위에도 자연스러운 A∞-대수의 구조가 존재하며, 이 경우 {\displaystyle m_{1}=0}이 된다.

## 예
결합 오퍼라드는 {\displaystyle A(n)=\operatorname {Sym} (n)}인 오퍼라드이다. 즉, 결합 법칙이 (호모토피를 무시하지 않아도) 정확하게 성립하는 대수를 나타낸다.
작은 구간 오퍼라드(영어: little interval operad)의 경우, {\displaystyle A(n)}은 단위 구간 {\displaystyle (0,1)} 속에 존재하는 {\displaystyle n}개의 서로소 열린 구간들의 공간이다.

## 같이 보기
- A∞-대수
- 오퍼라드
- 고리 공간

## 참고 문헌
- Keller, Bernhard (2001). “Introduction to A-infinity algebras and modules”. 《Homology, Homotopy and Applications》 (영어) 3 (1): 1-35. arXiv:math/9910179. doi:10.4310/hha.2001.v3.n1.a1. ISSN 1532-0073. MR 1854636. Zbl 0989.18009.
  - Keller, Bernhard (2002). “Addendum to: ‘Introduction to A-infinity algebras and modules’”. 《Homology, Homotopy and Applications》 (영어) 4 (1): 25–28. doi:10.4310/hha.2001.v3.n1.a2. ISSN 1532-0073. MR 1905779.
- Vallette, Bruno (2014). 〈Algebra + homotopy = operad〉. 《Symplectic, Poisson and Noncommutative Geometry》. Mathematical Sciences Research Institute Publications (영어) 62. 101–162쪽. arXiv:1202.3245. Bibcode:2012arXiv1202.3245V.
- Markl, Martin. “Transferring A∞ (strongly homotopy associative) structures” (영어). arXiv:math/0401007. Bibcode:2004math......1007M.